# ساس (ساسان)

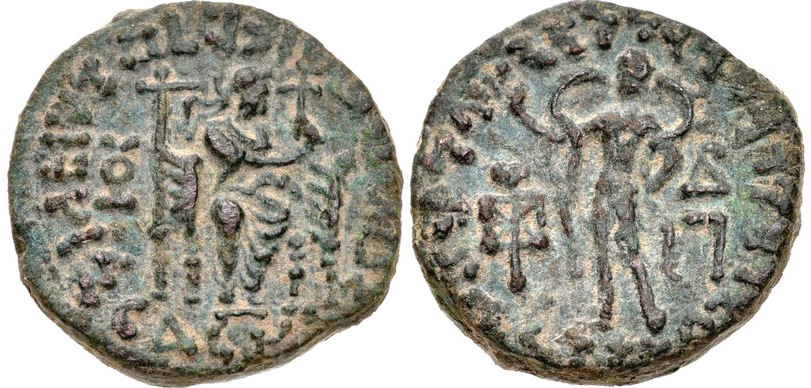
سکهٔ گندفر چهارم (حدود ۲۰–۴۶ پس از میلاد).

ساس شهره به گندفرچهارم (خروشتی: 𐨒𐨂𐨡𐨂𐨥𐨪 𐨯𐨯 Gu-du-pha-ra Sa-sa, Guduphara Sas) یکی از پادشاهان سورن (پادشاه هند و اشکانی) بود که در نواحی شمال غربی هند در پاکستان امروزی حکومت می‌کرد. از او اطلاعاتی بیش از آنچه از روی سکه‌هایش به دست ما رسیده‌است نداریم. آنچه می‌دانیم این است که حداقل ۲۶ سال در اواسط قرن اول پس از میلاد حکومت کرد.
ساس ظاهراً جانشین آبداگاس در سند و قندهار شد و در دوره‌ای از سلطنت او نامیا عنوان گندفر را که در دست فرمانروایان عالی هند و اشکانی بود به خود گرفت.

در سکه‌های او خدای یونانی زئوس  نشان داده می‌شود. در سکه‌های او دو علامت دعای خیر (احتمالا مودرا) و نماد بودایی تریراتانا وجود دارد. 

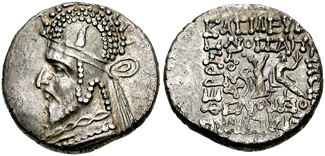
سکهٔ گندفر چهارم با سبک سکه‌های شاهان اشکانی

با تاریخ‌گذاری‌های مدرن ارائه‌شده توسط رابرت سنیور، گندفر چهارم به احتمال زیاد شاه پادشاهی سورن در قرن اول پس از میلاد بوده‌است.
به‌طور سنتی، تصور می‌شد که این اشارات (گودافر (گندفر)) مربوط به گودافر یکم باشد، زیرا محققان قبلی متوجه نبودند که «گودافر» پس از مرگ گودافر یکم به صورت یک عنوان درآمد. همان‌طور که نام اولین امپراتور، آگوستوس، در امپراتوری روم تبدیل به یک عنوان شد و امپراتورهای بعدی همه از همین عنوان استفاده کردند.